# NGC 5644
NGC 5644 је лентикуларна галаксија у сазвежђу Волар која се налази на NGC листи објеката дубоког неба.
Деклинација објекта је + 11° 55' 41" а ректасцензија 14h 30m 25,5s. Привидна величина (магнитуда) објекта NGC 5644 износи 12,8 а фотографска магнитуда 13,8. NGC 5644 је још познат и под ознакама UGC 9321, MCG 2-37-16, CGCG 75-57, PGC 51834.